# Wilhelmina van Idsinga

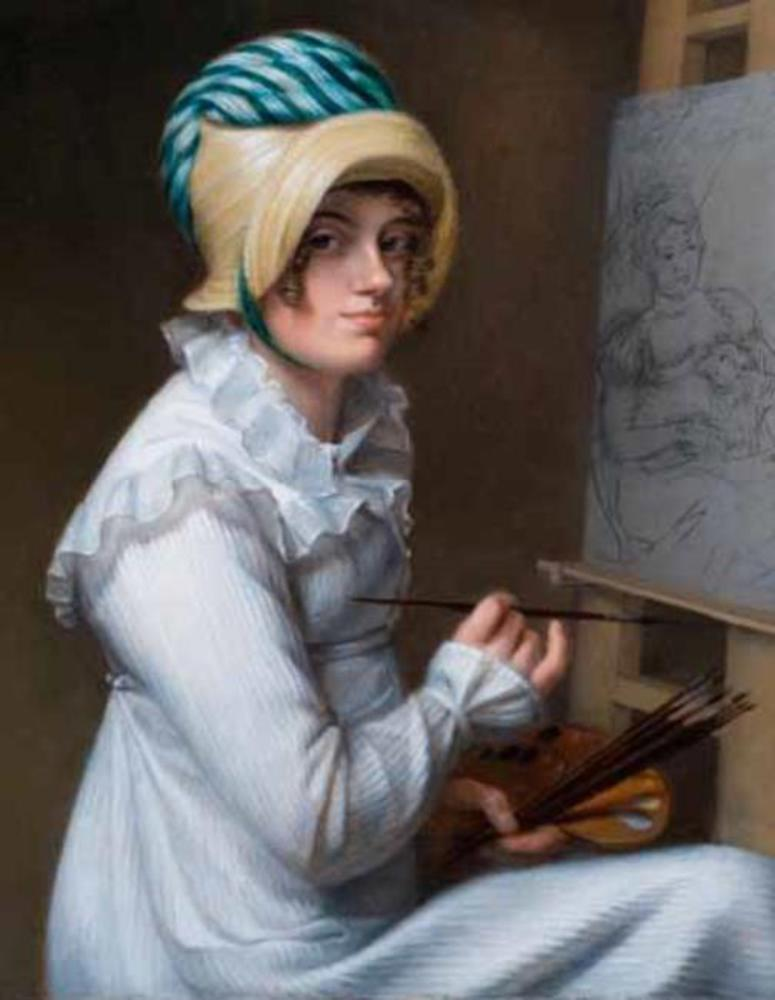
Wilhelmina Geertruida van Idsinga (Selbstporträt)

Wilhelmina Geertruida van Idsinga (* 10. November 1788 in Leeuwarden; † 9. Mai 1819 ebenda) war eine niederländische Zeichnerin und Malerin.

## Leben und Werk
Wilhelmina van Idsinga wurde als einziges Kind von Tjebbina Heimans und Johan van Idsinga, einem Sekretär der Staten van Friesland, in ein wohlhabendes Umfeld geboren. Ihre Mutter starb, als sie sechs Jahre alt war, und sie blieb auch nach der Wiederverheiratung ihres Vaters ohne Geschwister. Bereits früh erhielt sie eine künstlerische Ausbildung durch die Maler C.J. Baar van Slangenburgh und Willem Bartel van der Kooi.

Wilhelmina van Idsinga blieb unverheiratet und stellte zwischen 1814 und 1818 ihre Arbeiten – Zeichnungen und Pastellgemälde – in Den Haag und Amsterdam aus. Zeitgenössische Berichte über ihr vielversprechendes Talent gab es ebenso wie lexikalische in dem Jahrzehnte später erschienenen Kunstlexikon Geschiedenis der Vaderlandsche Schilderkunst – dort heißt es, sie habe „freie und kraftvolle Zeichnungen nach Gemälden“ sowie Porträts „nach dem Leben“ angefertigt. 

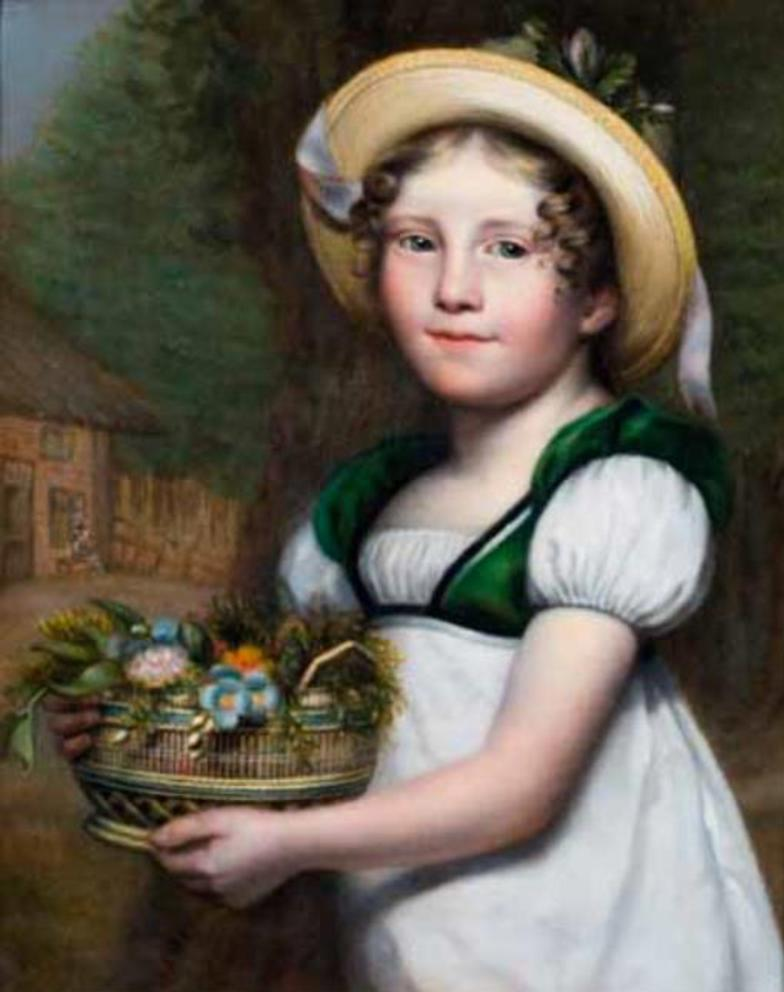
Portret van een meisje met hoed
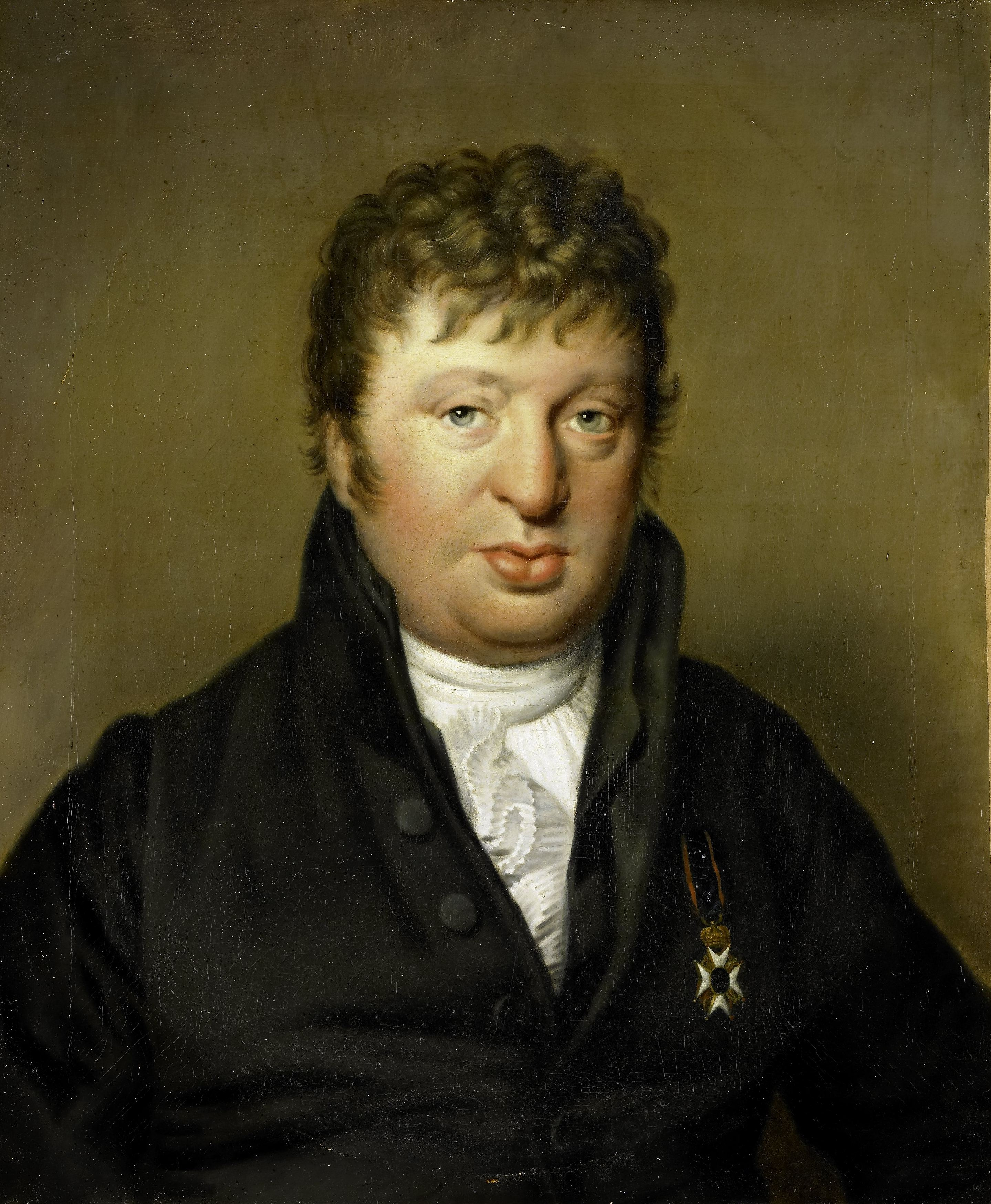
Jacobus Scheltema

Nur wenige Jahre später, im Alter von 30 Jahren, starb Wilhelmina van Idsinga an einem Brustleiden. Das von ihr gemalte Selbstbildnis vermachten ihre Eltern einem Waisenhaus in Leeuwarden, wo es sich, ebenso wie ein weiteres Porträt, bis in die Gegenwart befindet.